# Сервечь (озеро)
Се́рвечь (Сервеч; бел. Сэ́рвач) — озеро в Докшицком районе Витебской области Белоруссии, в бассейне реки Вилия (приток Немана).

## Название
Формант -вечь в гидрониме Сервечь происходит из прибалтийско-финского слова vesi, vezi «вода».

## География
Озеро расположено в Докшицком районе на границе с Глубокским районом, приблизительно в 18 км к северо-западу от города Докшицы и в 11 км к юго-западу от города Глубокое. Озеро Сервечь лежит на водоразделе бассейнов Немана и Западной Двины. В 3 км к северу от него берёт начало река Маргва, приток Берёзовки. Из юго-западной оконечности озера вытекает река Сервечь (приток Вилии). На южном берегу озера находится деревня Вешнее, на северо-восточном — Шанторовщина. С запада и частично с севера к озеру примыкают заболоченные территории.
Площадь поверхности озера составляет 4,55 км², длина — 3,83 км, наибольшая ширина — 2,89 км. Наибольшая глубина озера Сервечь достигает 5,2 м, средняя глубина — 2,8 м. Длина береговой линии — 12,9 км. Объём воды в озере — 12,87 млн м³. Площадь водосбора — 51,8 км².

## Гидрография
Озеро имеет слегка вытянутую форму, полуостров в северной части делит его на два плёса. Западный плёс отличается бо́льшими размерами и глубинами. Котловина озера остаточного типа, вытянутая с запада на восток. Склоны котловины высотой 1—3 м, песчаные и суглинистые, распаханные, на западе невыраженные. Берега низкие (0,2—0,3 м высотой), песчаные, местами сплавинные. Болотистая пойма, поросшая кустарником, на западе переходит в заболоченную, поросшую лесом низину.
Мелководье песчаное, его ширина варьируется от 30—50 м в восточном плёсе до 400—450 м в западном. На глубине дно выстелено тонкодетритовым сапропелем, на севере — торфом. Подводная часть восточного плёса имеет блюдцеобразную форму. Глубина в его центральной части составляет 4,7 м. Рельеф западного плёса осложнён мелью и двумя впадинами. Одна из впадин, расположенная восточнее, включает в себя самую глубокую точку водоёма.
В летнее время озеру свойственны гомотермия и равномерное насыщение водной толщи кислородом. Минерализация воды составляет около 150 мг/л, прозрачность — 1,2 м, цветность — 45—50°. Озеро эвтрофное, слабопроточное.

## Флора и фауна
Зарастает 40 % площади водоёма.
Ширина полосы прибрежной растительности, распространяющейся до глубины 1,5—2 м, составляет 15-120 м. Подводные макрофиты спускаются до глубины 3 м. Из надводных растений распространены тростник и камыш, реже встречаются хвощи. Преобладающие растения с плавающими листьями — кубышка, кувшинка, горец земноводный; преобладающие погруженные — рдесты, роголистник, элодея.
Фитопланктон насчитывает 88 видов, его биомасса составляет 2,35 г/м³. В составе зоопланктона, образующего биомассу 1,5 г/м³, насчитывается 19 видов, среди которых преобладают веслоногие ракообразные. Концентрация зообентоса варьируется от 2 до 3,9 г/м².
В озере водятся щука, лещ, плотва, карась, окунь, линь, краснопёрка и другие виды рыб. Проводилось зарыбление серебряным карасём и сазаном.